# ستيف كولينز
ستيف كولينز (بالإنجليزية: Steve Collins)‏ (21 مارس 1962 في المملكة المتحدة - ) هو لاعب كرة قدم بريطاني في مركز الدفاع. لعب مع نادي بيتربورو يونايتد ونادي ساوثيند يونايتد ونادي كيترينغ تاون وStamford A.F.C. ‏ ولينكولن سيتي أف سي ونادي كوربي تاون وBlackstones F.C. ‏ وRothwell Town F.C. ‏ ونادي بوسطن يونايتد.